# Château de Pondres
Pour les articles homonymes, voir Pondres.
Le château de Pondres se situe sur la commune de Villevieille, à côté de Sommières, dans le Gard en bordure de la route d'Alès au sein d'un vaste parc boisé.

## Histoire
Construit au XIIe siècle, il a été fortement remanié au début du XVIIe siècle.
Propriété du Conseil général du Gard de 2004 à 2006, il est rapidement mis en vente. Un particulier a racheté la partie du domaine à laquelle est rattachée le château. Une autre partie, de l'autre côté de la route, a été livrée à la construction d'un supermarché et l'aménagement d'un lotissement, le reste du domaine garde pour le moment sa vocation viticole.
Le château de Pondres a été inscrit monument historique le 6 décembre 1990, le pigeonnier de Pondres du XVIIe siècle l'a été le 13 mars 1964.

## Architecture
À la partie du XIIe siècle, le donjon médiéval, ont été ajoutées au XVIIe siècle deux ailes reliées par un vaste corps central. Des terrasses et escaliers ouvrent la perspective vers l'est depuis la cour d'honneur revêtue de traditionnelles calades. À l'intérieur un escalier dessert de nombreuses galeries, couloirs et appartements. 
Il s'agit du château le plus vaste du département du Gard[réf. nécessaire].
Aujourd'hui, le château est composé d'un hôtel 4 étoiles[réf. nécessaire] et d'un restaurant inscrit au guide Michelin sous le nom de la Canopée.